# Космос-1786
Космос-1786 је један од преко 2400 совјетских вјештачких сателита лансираних у оквиру програма Космос.
Космос-1786 је лансиран са космодрома Тјуратам, Бајконур, СССР, 22. октобра 1986. Ракета-носач је поставила сателит у орбиту око планете Земље. 